# Memory (2022)
Memory is een Amerikaanse thriller uit 2022, geregisseerd door Martin Campbell en geschreven door Dario Scardapane. De film is een bewerking van De zaak Alzheimer van Jef Geeraerts uit 1985 en een remake van de gelijknamige film van Erik Van Looy uit 2003.

## Rolverdeling
| Acteur            | Personage              |
| ----------------- | ---------------------- |
| Liam Neeson       | Alex Lewis             |
| Monica Bellucci   | Davana Sealman         |
| Ray Stevenson     | rechercheur Danny Mora |
| Guy Pearce        | Vincent Serra          |
| Taj Atwal         | Linda Amistead         |
| Ray Fearon        |                        |
| Stella Stocker    | Maya                   |
| Daniel De Bourg   | Willam Borden          |
| Lee Boardman      | Mauricio               |
| Antonio Jaramillo | Papa Leon              |
| Natalie Anderson  | Maryanne Borden        |
| Rebecca Calder    | Wendy Van Camp         |
| Harold Torres     | Hugo Marquez           |

## Productie
In februari 2020 werd aangekondigd dat Liam Neeson een ervaren huurmoordenaar ging spelen in een actiethriller geregisseerd door Martin Campbell. In april 2021 begon de belangrijkste fotografie in Bulgarije met Guy Pearce, Monica Bellucci, Harold Torres, Taj Atwal en Ray Fearon in de cast. Het project is een joint venture tussen Briarcliff Entertainment, Open Road Films, Black Bear Pictures, Welle Entertainment, Saville Productions en Arthur Sarkissian Productions.

## Release
De film ging in première op 27 april 2022 in België en werd op 29 april 2022 in de Verenigde Staten uitgebracht door Open Road Films en Briarcliff Entertainment.